# Staat Haïti
De Staat Haïti (Frans: État d'Haïti, Haïtiaans: Leta an Ayiti) was een staat in het noorden van Haïti. Het land werd gecreëerd op 17 oktober 1806 nadat het Haïtiaanse keizerrijk omver geworpen werd na de moord op keizer Jacobus I.
De noordelijke staat werd geleid door Henri Christophe van 17 oktober 1806 als voorlopig hoofd van de Haïtiaanse regering tot 17 februari 1807 toen hij president werd. De grondwet van 1807 legde vast dat hij president voor het leven was en dat hij de macht zou hebben om zijn opvolger aan te duiden. Op 28 maart 1811 werd president Henri koning Hendrik I en zo werd de Staat Haïti het Koninkrijk Haïti.